# Robinhood Bay
Robinhood Bay är en vik i Kanada.   Den ligger i provinsen Newfoundland och Labrador, i den östra delen av landet, 1 700 km öster om huvudstaden Ottawa.
Runt Robinhood Bay är det mycket glesbefolkat, med 2 invånare per kvadratkilometer.